# Calymmantheae
Calymmantheae je tribus južnoameričkih kaktusa, dio potpordice Cactoideae. Sastoji se pod 2 roda s ukupno 6 vrsta.

## Rodovi
Tribus Calymmantheae R. S. Wallace
1. Calymmanthium F. Ritter (1 sp.)
2. Lymanbensonia Kimnach (5 spp.)

## Sinonimi
- Calymmantheae N.Korotkova & Barthlott